# Маршано
Маршано (итал. Marsciano) је насеље у Италији, у округу Перуђа, региону Умбрија.
Према процени из 2011. у насељу је живело 9631 становника. Насеље се налази на надморској висини од 187 м.

## Становништво
Према резултатима пописа становништва 2011. у општини је живело 19.284 становника.
| 1936.  | 1951.  | 1961.  | 1971.  | 1981.  | 1991.  | 2001.  | 2011.  |
| ------ | ------ | ------ | ------ | ------ | ------ | ------ | ------ |
| 17.129 | 18.266 | 17.483 | 15.311 | 15.527 | 15.813 | 16.336 | 19.284 |

## Партнерски градови
- Орозеи
- Трамбле ан Франс